# U 211 (Kriegsmarine)
De U 211 was een VIIC-type U-boot van de Duitse Kriegsmarine tijdens de Tweede Wereldoorlog. Hij stond onder bevel van korvetkapitein Karl Hause. 
De U 211 is gebouwd door de Krupp Germaniawerft in Kiel en werd op 7 maart 1942 in dienst gesteld. De boot voerde meerdere operaties uit. Op 19 november 1943 werd de U 211 tot zinken gebracht door geallieerde dieptebommen. 

## Laatste missie
Op 16 november 1943 rapporteerden Duitse verkenningsvliegtuigen het konvooi MKS-30 uit Gibraltar van 66 schepen. Admiraal Dönitz gaf aan 26 U-boten bevel een onderscheppingslinie te vormen. De 'wolfsbende' maakte contact met konvooi MKS-30. Om 00:11 op 19 november, vond het treffen plaats. Het Britse fregat HMS Exe ramde de U 333, zodat de Duitser met zware schade naar zijn basis moest terugkeren. Maar toen had een van de U-boten eindelijk succes: de Cantecleer, die door een akoestische torpedo in de achtersteven werd geraakt, moest weggesleept worden. Daarna verzadigden de Britten het gebied rondom het konvooi met escorteschepen. Hudsons, Vliegende Forten en Catalina's zwermden overdag boven het konvooi, en toen het donker werd verschenen Vickers Wellingtons met Leigh Light-zoeklichten die elke U-boot dreigden te verlichten die een periscoop boven water uit zou steken. Het verlichte schuimzog van zijn periscoop verraadde de positie van U 211, die prompt met dieptebommen werd bestookt door een Brits Vickers Wellington-vliegtuig (Squadron 179/F) en tot zinken werd gebracht. Dit vond plaats op 19 november 1943 ten oosten van de Azoren in positie 40° 15′ 0″ NB, 19° 18′ 0″ WL. Commandant Karl Hause en zijn 54 bemanningsleden kwamen om het leven.